# Association sportive Cail Denain Voltaire Porte du Hainaut
L'Association sportive Cail Denain Voltaire Porte du Hainaut è una società cestistica avente sede a Denain, in Francia. Fondata nel 1947, gioca nel campionato francese.
Disputa le partite interne nel Complexe Sportif de Denain - Salle Jean Degros, che ha una capacità di 2.500 spettatori.

## Palmarès
- Campionato francese: 1

1964-1965
- Coppa di Francia: 1

1960

## Cestisti
- Yunio Barrueta 2017-2018